# Van Krimpen
Van Krimpen is een Nederlandse familie die onder andere twee bekende typografen voortbracht.

## Geschiedenis
De stamreeks begint met Louris Jansz., die geboren werd omstreeks 1580 en landbouwer en grondeigenaar te Ouderkerk aan den IJssel werd. Hij kocht in 1624 een steenplaats in de Kortelandpolder te Krimpen aan den IJssel en werd daar heemraad en lid kerkeraad.
In 1971 werd de familie opgenomen in het genealogische naslagwerk Nederland's Patriciaat.

## Enkele telgen
Louris Jansz., die geboren werd omstreeks 1580, heemraad en lid kerkeraad te Krimpen aan den IJssel
- Vincent Lourisz. (1609-voor 1680), steenbakker te Krimpen aan den IJssel, vermeld aldaar 1651-1675
  - Jan Centenz. (omstreeks 1632-1702), landbouwer te Krimpen aan den IJssel
    - Louris Jansz. van Crimpen (omstreeks 1656-1704), landbouwer in de Ommoordse polder, ambachtsbewaarder van Hillegersberg en Rotteban
      - Jan Lourisz. van Crimpen (1687-1735), landbouwer te Hillegersberg
        - Lourens Jansz. van Krimpen (1719-1777), landbouwer te Hillegersberg
          - Jan van Krimpen (1767-1841), landbouwer te Hillegersberg
            - Laurens van Krimpen (1795-1878), oprichter en lid fa. L. van Krimpen & Zn., graanhandelaars te Moordrecht, Iater te Gouda
              - Jan van Krimpen (1825-1912), lid fa. L. van Krimpen & Zn., graanhandelaars, organist grote kerk te Gouda
                - Nicolaas van Krimpen (1854-1908), graanhandelaar te Gouda
                  - Jan van Krimpen (1892-1958), typograaf, letterontwerper
                    - Huibrecht van Krimpen (1917-2002), uitgever en typograaf
                      - Joan Lourens van Krimpen (17 februari 1944, zoon van Huib van Krimpen en Mimi Nooteboom (1918-2000)

                - dr. Willem van Krimpen (1865-1920), arts te Delft
                  - Willem van Krimpen (1904-1992), arts; trouwde in 1931 met Verena Louise van der Ven (1904-1966), lid van de gemeenteraad van Delft
                    - Anne Margreet van Krimpen (1935), binnenhuisarchitecte; trouwde in 1962 met jhr. Jan Six, heer van Hillegom (1919-1999), directeur koninklijke cacao- en chocoladefabriek C.J. van Houten & Zn. N.V., lid van de familie Six

                - Cornelia van Krimpen (1868-1949); trouwde in 1895 met dr. Willem van Everdingen (1869-1930), geschiedenisleraar te Rotterdam, wethouder van De Bilt

Geslachten die opgenomen zijn in het sinds 1910 verschijnende genealogische naslagwerk Nederland's Patriciaat. Lijst volgens opgave van het CBG Centrum voor familiegeschiedenis.
A · B · C · D · E · F · G · H · I · J · K · L · M · N · O · P · Q · R · S · T · U · V · W · Y · Z